# 須藤明生
須藤 明生（すどう あきお、1939年1月-　）は、小説家。

## 経歴
益子焼の窯元の出でもある日本製鐵勤務の父の任地・朝鮮平壌に生まれる。栃木県出身。日本大学法学部卒。
さまざまな職業をへたのち、建築会社、芸能プロ、キックボクシングジムを経営、海音寺潮五郎に師事する。同人誌『史道』を主宰した。

## 著書
- 『人狼壊滅指令』トクマ・ノベルズ 1990
- 『人狼』広済堂ブルーブックス 1990
- 『人狼特命警視監』トクマ・ノベルズ 1991
- 『雪の柩 秋田中岳殺人事件』ケイブンシャノベルス 1991
- 『雪豹孤闘』トクマ・ノベルズ 1991
- 『六代目極道修業』ケイブンシャ文庫 1992
- 『修羅』カドカワノベルズ 1993
- 『大恐喝』トクマ・ノベルズ 1993
- 『特命秘密捜査官』広済堂ブルーブックス 1993
- 『愛人秘書特命社長』トクマ・ノベルズ 1994
- 『熊犬』全3冊　広済堂ブルーブックス 1994－96
- 『刺客』ケイブンシャ文庫 1995
- 『餓狼』廣済堂ブルーブックス 1997
- 『虎狼街』ケイブンシャノベルス 1997
- 『餓狼2　ヒットマン』廣済堂ブルーブックス 1998
- 『山籟 放れマタギ抄』そうぶん社出版 2006

## 注
1. ↑  『餓狼』著者紹介
2. ↑  『人狼壊滅指令』著者紹介
3. ↑  『現代日本人名録』2002年